# 福知山市立図書館
福知山市立図書館（ふくちやましりつとしょかん）は、京都府福知山市にある公共図書館である。福知山市立図書館中央館、三和分館、夜久野分館、大江分館がある。

## 各館
中央館と3つの分館が設置されている。各館の開館時間、休館日は以下のとおり。
中央館
- 開館時間 : 平日 午前10時～午後8時

　　　　　　　土・日曜日・祝日　午前10時～午後6時
- 休館日 : 月曜日、国民の祝日・休日、年末年始、蔵書点検期間

三和分館・夜久野分館・大江分館
- 開館時間 : 平日・ 土・日曜日  午前10時～午後6時

- 休館日 : 月曜日、国民の祝日・休日、年末年始、蔵書点検期間

### 中央館
2014年（平成26年）に建設された市民交流プラザふくちやま（愛称「ききょう」）の1・2階に設置されている。3・4階は生涯学習・就学支援ゾーンで、ききょう全体がバリアフリー・ユニバーサルデザインに配慮した、誰もが気軽に集える場所を目指している。館内は白を基調とし、床は緑の絨毯を敷いた、ゆとりある空間を形成している。京都府北部では初めてICタグを利用した自動貸出機を導入し、自動化書庫を設置しているほか、Wi-Fiサービスも提供している。自動化書庫は小学2年生の図書館見学で稼働状況を公開し、まるでジェットコースターに乗っているかのような歓声が上がるほどの人気設備になっている。
1階は児童書中心で、絵本の蔵書を充実させていることから、読み聞かせボランティアから評価を得ている。
蔵書新聞について、福知山市は夕刊の発行がない統合版地区であるが、中央館では朝日新聞、読売新聞、京都新聞に限り、夕刊も蔵書されている。
- 1階
- 2階
- 新着本コーナー
- 閲覧席

### 三和分館
旧三和町内にある三和会館1階に設置されている。
2023年1月に三和支所2階に移転。

### 夜久野分館
旧夜久野町内にある、平屋建ての「夜久野ふれあいプラザ」内に設置されている。JR山陰本線下夜久野駅から徒歩5分、国道9号沿いにある。館内は木材を多用し、天井から床、書架に至るまで木材でできている。返却ポストが開館時間中は見つけにくい特殊な場所にある。
夜久野は松本零士が『銀河鉄道999』の着想を得た地であることから、銀河鉄道999の原画を展示しているほか、「松本零士さんと宇宙コーナー」を設置している。このほか「化石や地質」、「宇宙と星」に関する本の収集を行っている。児童書コーナーには床暖房付きの「おはなしのへや」がある。

### 大江分館
旧大江町内にある大江町総合会館1階に設置されている。
2018年、豪雨による浸水被害により臨時休館。その後、大江町総合会館2階に移転。

## 沿革
福知山市は2006年（平成18年）に旧・福知山市と天田郡三和町・夜久野町、加佐郡大江町が合併して発足し、いずれの市町も図書館を設置していたためこれを引き継ぎ、旧・福知山市立図書館を福知山市立図書館中央館とし、3町の図書館をその分館と位置付けることにした。

### 中央館の歴史
- 1924年（大正13年） - 福知山市立惇明小学校の一室で福知山町立図書館として開設[1]。
- 1946年（昭和21年） - 福知山市立迎賓館内に移転
- 1972年（昭和47年） - 福知山市民会館1階に移転
- 2006年（平成18年） - 福知山市が三和町、夜久野町、大江町を編入合併。福知山市立図書館中央館と名称を変更
- 2014年（平成26年） - JR・京都丹後鉄道福知山駅前の市民交流プラザふくちやま（愛称「ききょう」）1・2階に移転[1]。